# Фламенко

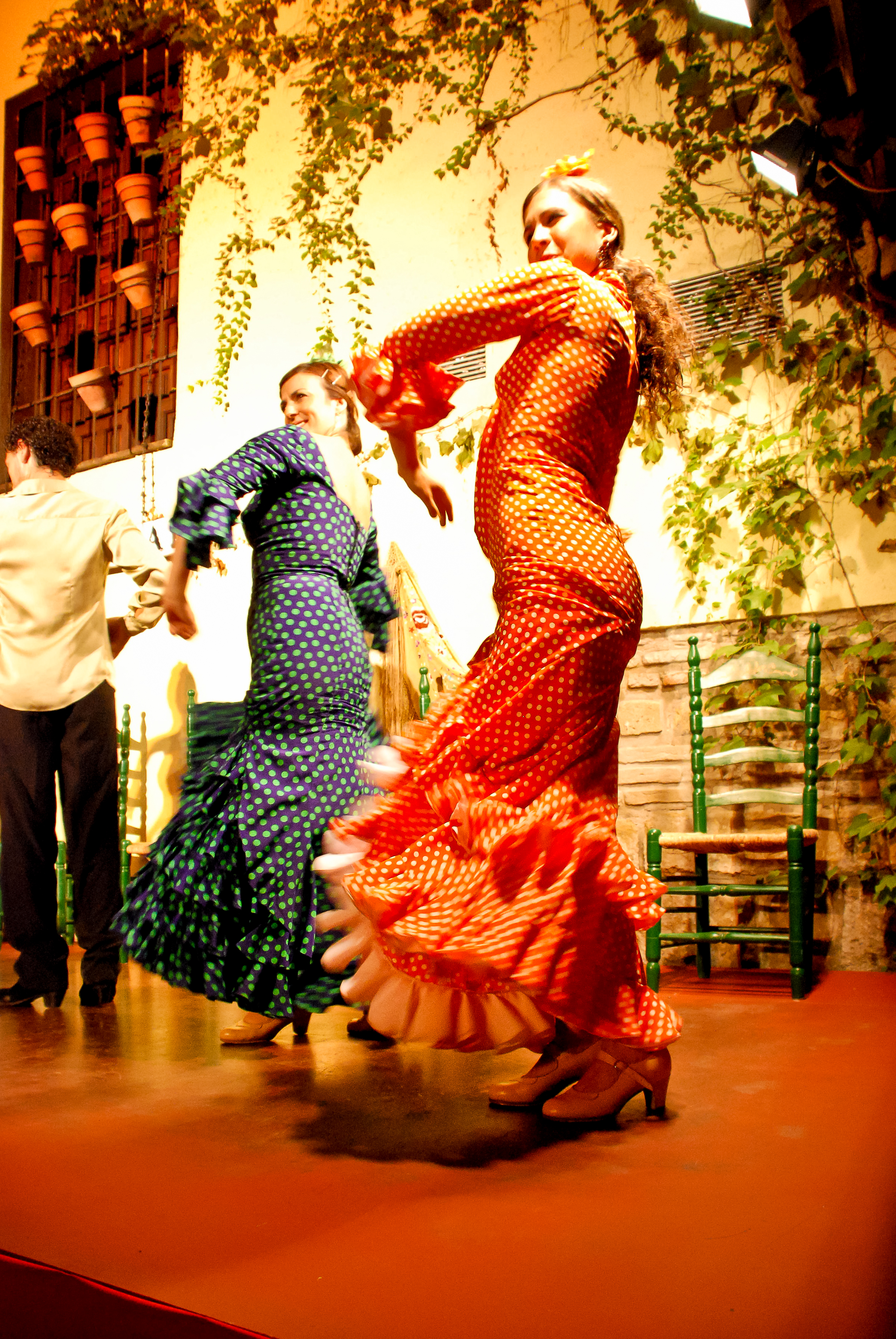
Танец фламенко, Кордова

Фламе́нко (исп. flamenco, исп. cante flamenco) — общее обозначение южно-испанской музыки, давшей начало одноименным песне (cante) и танцу (baile), а также инструментальному и вокальному исполнительскому стилю.

### Стилистические особенности
Выделяются два стилистически и музыкально отличных друг от друга класса фламенко: древнейший (глубокий, то есть серьёзный, драматический стиль), он же — cante grande (большой, высокий стиль); и более современный cante chico (chico букв. маленький, то есть облегчённый, простой стиль). В рамках обоих классов фламенко существует более пятидесяти подклассов (жанров), точную границу между которыми порой провести трудно. Некоторые считают, что подклассов даже больше.

## Происхождение
Истоки фламенко следует искать ещё в мавританской музыкальной культуре. Существенно повлияла на этот стиль и цыганская музыка — многие считают основными, истинными носителями стиля именно испанских цыган. В XV веке в Испанию из рушащейся Византии прибыли цыгане, расселились по южному побережью страны в провинции Андалусия; по своему обычаю, они стали перенимать и переосмыслять местные музыкальные традиции, такие как мавританская, еврейская и собственно испанская; и из этого сплава музыкальных традиций, переосмысленного вначале цыганами, а потом испанцами, родилось фламенко.
Долгое время фламенко считалось «закрытым искусством», так как цыгане жили изолированной группой; фламенко формировалось в узких кругах. Но в конце XVIII века гонения на цыган прекратили, и фламенко вышло на подмостки таверн и кафе кантанте, обрело свободу.
В конце XX века фламенко начинает впитывать в себя кубинские мелодии и джазовые мотивы; и, кроме того, элементы классического балета приобрели там своё постоянное место. Наиболее известен танцор фламенко Хоакин Кортес, который обновил понятие танца фламенко, избавил его от «канонического стандарта» и внёс в него новую живую струю и выразительность.
Импровизационный характер фламенко, сложный ритм и специфическая техника исполнения нередко препятствуют точной нотной записи мелодий фламенко. Поэтому искусство как гитариста, так и танцора, и певца обычно передаётся от мастера к ученику.

## Атрибуты танца фламенко

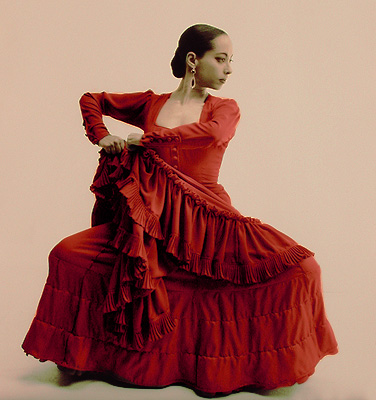
Bata de cola — традиционное платье

Важный элемент образа танцовщицы — традиционное платье, называемое bata de cola — типичное для фламенко платье, обычно до пола, часто из разноцветного материала в горошек, украшенное оборками и воланами. Прообразом этого платья стало традиционное одеяние цыганок. Неотъемлемой частью танца является изящная игра с подолом платья. Традиционная одежда байлаора — тёмные брюки, широкий пояс и белая рубашка с широкими рукавами. Иногда края рубашки завязываются спереди на поясе. Короткая жилетка-болеро, называемая чалеко (chaleco), иногда надевается поверх рубашки.

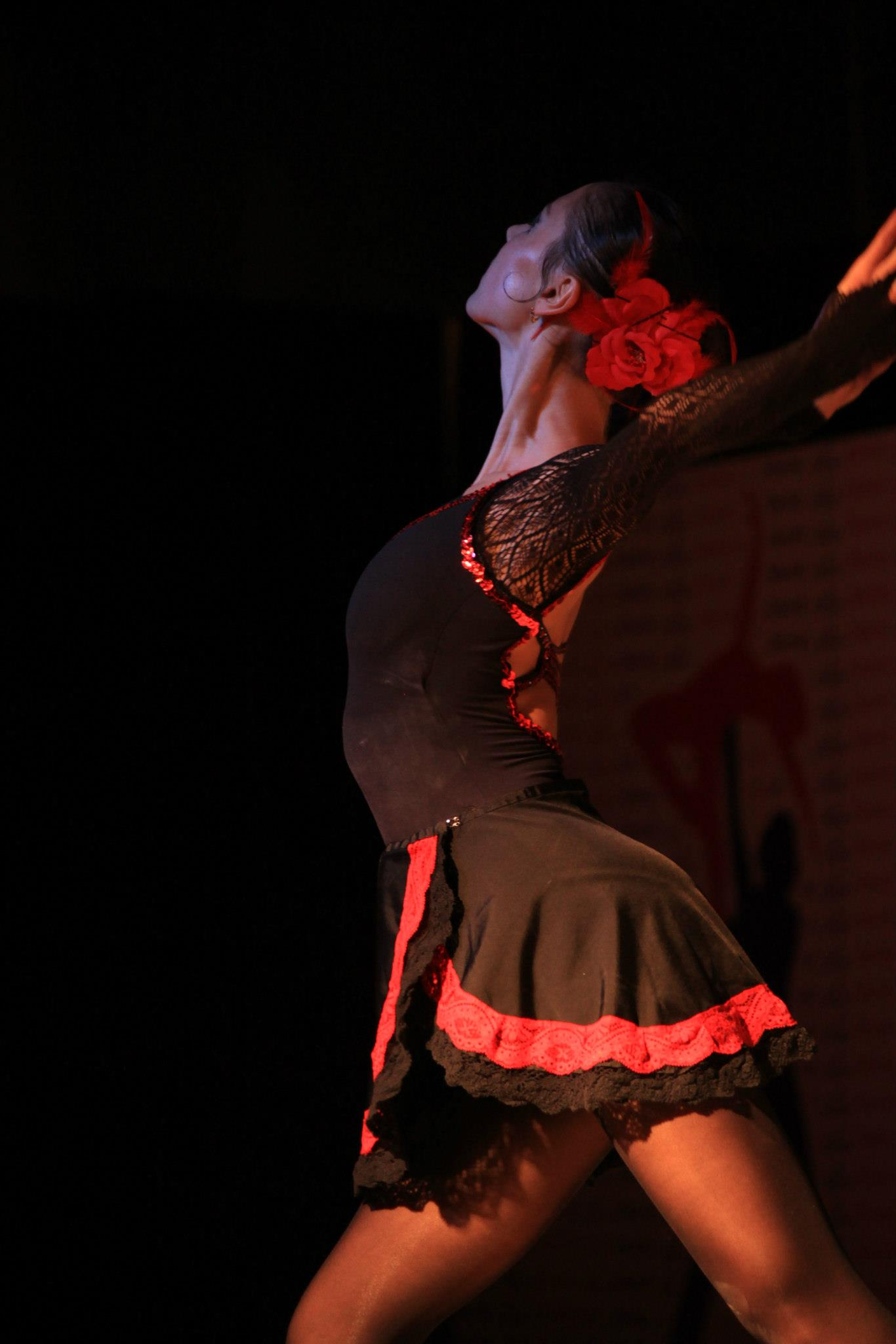
Испанская шаль — мантон

Испанская шаль с очень длинными кистями — один из классических атрибутов женского танца фламенко: шаль то закручивается вокруг стана танцовщицы, подчёркивая стройный женский силуэт, то ниспадает с плеч, образуя силуэт большой, красивой, мятущейся птицы. Ещё один классический женский атрибут фламенко — большой веер. Существует мнение, что кастаньеты являются непременным атрибутом танца фламенко, однако чаще всего ритм отбивается каблуками танцора (сапатеадо), прищёлкиванием пальцев (питос) или хлопками ладоней (пальмас). Наиболее чистые формы фламенко избегают использования кастаньет, так как они ограничивают возможность страстной и выразительной игры кистей рук.
Сегодня фламенко особенно интересует современных хореографов, потому что они видят в этом искусстве большие возможности для творчества, для введения новаций в хореографию.

## Музыка

### Структура
Характерное выступление фламенко с пением и гитарным аккомпанементом состоит из серии частей в различных стилях. Каждая часть представляет собой набор стихов (называющихся copla, tercio или letras), которые перемежаются гитарными интерлюдиями называемыми falsetas. Обычно гитарист также исполняет короткое вступление, которое задаёт тональность, компас и темп песни. В некоторых стилях гитарные интерлюдии имеют определённую структуру, например, типичные севильянас играются по рисунку ААБ, где А и Б — одинаковые части, различающиеся окончанием.

### Гармония
Гармония фламенко сочетает черты как модальности, так и классико-романтической тональности. Два наиболее узнаваемых модализма во фламенко — фригийский оборот и цыганская гамма (иначе называемой «арабской гаммой»). Фригийский оборот, например, встречается в солеарес, в большинстве булериас, сигирийяс, тангос и тьентос, цыганская гамма — в саэте.

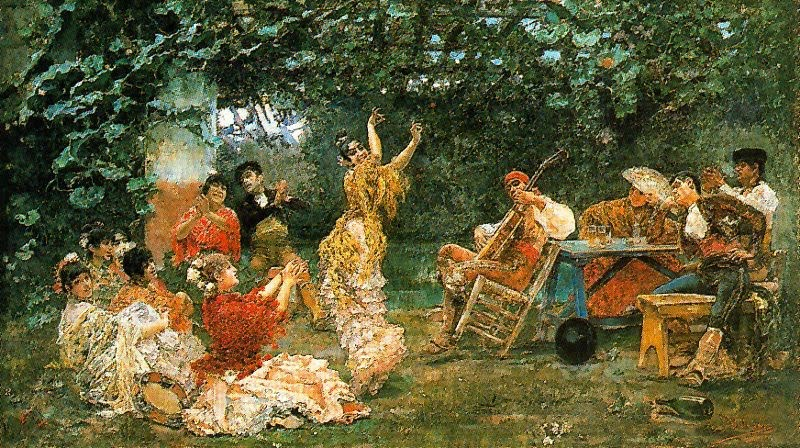
«Андалузский танец»
(художник Хосе Вильегас Кордеро)

Типичная последовательность аккордов, в Испании называемая андалузской каденцией, представляет собой местную разновидность фригийского оборота, например, Am-G-F-E. Звуковысотную систему, опирающуюся на использование такой каденции, в литературе по фламенко называют «андалусийским», «фригийским», или «дорийским» ладом (его не следует отождествлять с монодическими фригийским и дорийским ладами в античной и средневековой музыке). По мнению известного гитариста-фламенкиста Маноло Санлукара, в этом ладе аккорд E (ми мажор) является тоникой, F (фа мажор) имеет гармоническую функцию доминанты, в то время как Am (ля минор) и G (соль мажор) играют роль субдоминанты и медианты соответственно. По другой (более распространённой) точке зрения, тоникой в данном случае является ля-минорный, а доминантой — ми-мажорный аккорд. В связи с типичной диспозицией созвучий в формах фламенко метрически наиболее сильным оказывается доминантовый аккорд («сильный» оттого, что на нём заканчивается период), отсюда альтернативное название звуковысотной структуры такого типа — доминантовый лад.
Гитаристы используют два основных аппликатурных варианта андалусийской каденции — «por arriba» («вверху») и «por medio» («в середине»). Для транспозиции широко используется каподастр. Вариант «por arriba» соответствует (при игре без каподастра) последовательности аккордов Am-G-F-E, вариант «por medio»: Dm-C-B-A. Современные гитаристы, например, Рамон Монтойя, стали использовать и другие аппликатурные варианты андалусийской каденции. Так Монтойя начал использовать варианты: Hm-A-G-F# для таранты, Em-D-C-H для гранадины (гранаины) и C#m-H-A-G# для минеры. Монтойя также создал новый жанр фламенко для гитары соло, ронденья, с каденцией F#m-E-D-C#, исполняемый со скордатурой (6-я струна: ре; 3-я: фа диез). Эти варианты включают в качестве дополнительных конструктивных элементов звучание открытых струн на неаккордовых ступенях, что стало специфической чертой гармонии фламенко в целом. Позднее гитаристы продолжили расширять набор используемых аппликатурных вариантов и скордатур.
Некоторые стили фламенко используют мажорный лад гармонической тональности, это кантинья и алегриа, гуахира, некоторые булериа и тона, а также кабале (разновидность сигирийи). Минорный лад ассоциируется с фаррукой, милонгой, некоторыми стилями танго и булериа. В общем случае, традиционные стили с использованием мажорного и минорного лада ограничены по гармонии использованием двухаккордовых (тоника-доминанта) или трёхаккордовых (тоника-субдоминанта-доминанта) последовательностей. Однако современные гитаристы ввели в практику замены аккордов (англ. Chord substitution), переходные аккорды и даже модуляцию.
Фанданго и производные от него стили такие как малагенья, таранта и картахенера используют два лада: гитарное вступление исполняется во фригийском ладе, тогда как вступающее пение осуществляется в мажоре, с переходом ближе к концу вновь во фригийский.

## Пение
Пение во фламенко характеризуется следующими особенностями:
1. Ярко драматический, зачастую трагический характер (в большинстве стилей).
2. Мелодическая импровизация с опорой на сравнительно небольшой набор традиционных мелодических типов.
3. Чрезвычайно богатая орнаментика (мелизматика).
4. Использование микроинтервалов, то есть интервалов, меньших по величине, чем полутон.
5. Портаменто: часто переход от одной ноты к другой происходит с использованием небольшого плавного «подъезда» к следующей ноте, то есть ноты не берутся сразу точно (в звуковысотном отношении).
6. Узкая тесситура: большинство традиционных песен фламенко ограничено диапазоном в сексту (четыре с половиной тона). Мелодическое разнообразие достигается певцами за счёт применения ими различных тембровых и динамических оттенков, микроинтервалов, мелизматического варьирования и др.
7. Настойчивое повторение одной ноты и близлежащих к ней по хроматической гамме нот (также используется и в гитарной игре).
8. Отсутствие устойчивого регулярного метра вокальной партии, особенно в жанрах канте хондо, таких как сигирийя и др. (при этом неметрическая вокальная мелодия может накладываться на метрическое инструментальное сопровождение).
9. Снижение интенсивности от начала к концу вокальной фразы.
10. Во многих стилях, например, в таких как солеа или сигирийя, мелодия имеет тенденцию следовать по близрасположенным ступеням. Скачки через ступень и более встречаются намного реже (однако в фанданго и производных от него стилях часто встречаются скачки через три-четыре ступени, особенно в начале каждой строки песни, что, предположительно, свидетельствует о более раннем происхождении песен этого стиля, испытавшего влияние кастильской музыки).

### Компас (Compás)
Компа́с (Compás) — испанское слово для обозначения понятий метра и такта из теории музыки. Также оно относится к ритмическому циклу или, иначе говоря, ритмической схеме того или иного стиля.
Понятия компаса является фундаментальным для фламенко. Часто компас переводят как ритм, однако он требует более тщательного объяснения, чем в привычных стилях музыки. Если фламенко исполняется без гитариста, компас задаётся хлопаньем ладоней или постукиванием костяшками пальцев по столу. Гитарист для задания компаса может использовать приём игры расгеадо или удары по верхней деке или обечайке. Смены аккорда подчёркивают самые важные доли такта.
Во фламенко используются три основных размера: двудольный, трёхдольный и разновидность двенадцатидольного такта, характерного только для фламенко. Некоторые стили не имеют строгих ограничений по размеру (тона, саета, малагенья, таранто и некоторые виды фанданго).
- Размер 2/4 или 4/4. Эти размеры используются в тьенто, танго, цыганской румбе, самбра и тангильо.
- Размер 3/4. Типичен для фанданго и севильяна, что предполагает их происхождение не от цыганских корней, так как размеры 3/4 и 4/4 нетипичны для цыганской музыки.
- Двенадцатидольный ритм обычно получается из смеси 6/8 + 3/4, а иногда 12/8. Двенадцатидольный ритм один из самых частых во фламенко, и отличается в разных стилях лишь местом расположения сильных долей, причём это расположение не соответствует классическим представлениям о ритме. Чередование двух и трёхдольных групп также распространено в испанских народных танцах XVI века, таких как сарабанда, jácara and canarios.

Можно выделить три типа двенадцатидольных ритмов, отличающихся своей схемой или расположением сильных долей: солеа, сигирийа и булериа.
1. петенера и гуахира: 1 2 3 4 5 6 7 8 9 10 11 12 В обоих стилях началом служит сильная двенадцатая доля, то есть ритм получается 12 1 2 3 4 5 6 7 8 9 10 11…
2. сигирийа, ливьяна, серрана, кабалес: 1 2 3 4 5 6 7 8 9 10 11 12 Сигирийя такая же как солеа, но начинается с восьмой доли
3. солеа, а также подстили кантилья: 1 2 3 4 5 6 7 8 9 10 11 12. В целях удобства при записи гитарной музыки нотами размер обычно записывается как обычные 3/4.

Булериа можно считать символом фламенко, так как его двенадцатидольный ритмический рисунок наиболее часто играется с акцентом на 3, 6, 8, 10 и 12 долях. Аккомпанирующие хлопки руками играются группами по 6 долей.

## Классификация стилей

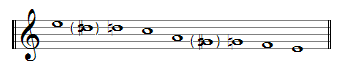
Нисходящая ми-фригийская гамма в музыке фламенко, с обычными изменениями в скобках

Песенно-танцевальные формы (или жанры, на Западе употребляется слово «стили») фламенко в испанской традиции именуются словом Пало (palo, мн. ч. palos — палос; этимология неясна, среди прочих значений — карточная масть). Эти формы/жанры отличаются друг от друга ритмическим рисунком, ладом, мелодическими клише (фразами и мотивами), строфикой (метрикой строфы). Концепция палос не представляет собой строгую музыковедческую категорию, скорее это популярный, иногда алогичный, способ классификации стилей фламенко, основанный на схожести свойств. Например, чтобы определить, что та или иная разновидность фламенко относится к булериас, рассматривается только его ритмическая структура, без учёта лада или типа строфы. С другой стороны, фанданго включает в себя различные формы ритмического рисунка, 3/4 или 6/8, а позднее в нём получили развитие формы со свободным ритмом. Другим интересным примером могут служить поло и канья: они очень схожи и могли бы быть отнесены к одному стилю, но традиционно они считаются разными палос. Ещё одним способом классификации может быть классификация по истории происхождения. Стили семейства фанданго, такие как малагенья, гранадина, таранта и др. могут рассматриваться как стилизованные формы жанров народной музыки Андалусии. Солеарес и сигирийи ассоциируются с музыкальной культурой цыган.
Наиболее известные палос — тона́, солеа, саэта и сигирийя (toná, soleá, fandango, seguiriya) — относятся к категории канте хондо (cante jondo, или cante grande — историческое ядро фламенко, древнейшая музыкально-поэтическая традиция Андалусии). Противоположная категория — это канте чико (cante chico), или канте фламенко (cante flamenco); в него входят, например, жанры алегриа (alegría), булериа (bulería), фаррука (farruca). Обе категории (хондо и чико) включают в себя и пение, и танцы, и игру на гитаре, как основное триединство, однако наиболее древние формы фламенко распеваются без инструментального сопровождения, а в его наиболее современных версиях появляется множество привнесённых инструментов от скрипки и контрабаса до экзотических ударных инструментов Востока и Латинской Америки, таких, как кахо́н, дарбу́ка, бонго́ и т. д.
Фламенко оказало большое влияние на многие танцевальные и музыкальные направления всего мира. Последние десятилетия появились смешанные разновидности фламенко и других жанров: фламенко-поп, фламенко-джаз, фламенко-рок, фламенко-фьюжн, джипси-румба и другие.
Существуют приверженцы фламенко, которые чтят его традиции, что имеет и положительные, и отрицательные стороны. Строгое следование традиции делает невозможным глубокое понимание фламенко. Жанры фламенко (пение, танец, мелодия) подобны живому организму, что требует их постоянного развития, а без развития нет жизни. Но наряду с развивающимся фламенко существует и научное направление «фламенкология» (книга под таким названием была написана Гонсалесом Климентом в 1955 году и дала название этому разделу искусствоведения), учёные-фламенкологи занимаются изучением происхождения фламенко и его «истинного» стиля, традиций и т. п. До сих пор наравне со сторонниками чистоты стиля фламенко (пуристами) есть и приверженцы его новых форм и звучаний.

## Признание
16 ноября 2010 года ЮНЕСКО присудила Фламенко статус объекта Всемирного Наследия.

## Фестивали фламенко
Среди наиболее значимых городов, где сегодня существует фламенко, выделяют Кадис, Херес, Севилью, Кордову, Гранаду, Барселону и Мадрид. У каждого из этих городов своя музыкальная специфика, свои традиции и особенности.

### В Испании
Севилья
Один из самых авторитетных, крупнейший фестиваль фламенко в Испании проходит один раз в два года в Севилье под названием «Bienal de Flamenco». Фестиваль основан в 1980 году. Со всего мира сюда съезжаются истинные любители фламенко, чтобы увидеть лучших артистов: байлаоров, кантаоров и гитаристов.
Кордова
В Кордове ежегодно проводится Международный фестиваль гитары «GUITARRA», с выступления на котором началась слава талантливых молодых гитаристов Висенте Амиго и Пако Серрано.
Кабра
Фестиваль фламенко «Peña Flamenca Cayetano Muriel» проходит в Кабра, провинция Кордова.
Ежегодные фестивали канте гранде, фестивали канте фламенко и другие проходят по всей Испании.

## В России

### Фестивали
Москва
Международный фестиваль фламенко «¡VIVA ESPAÑA!» — самый крупный фестиваль в России; проводится с 2001 года.
Международный фестиваль фламенко FLAMENCURA. Проходит ежегодно в феврале; впервые состоялся в 2016 году. Проект композитора и гитариста Алексея Стародубцева.
Санкт-Петербург
Ежегодный фестиваль «Северное фламенко».
Фестиваль «La Caña Flamenca»; проходит два раза в год.
Калуга
Международный фестиваль «Мир гитары». Проводится ежегодно с 1997 года. Участниками Фестиваля являются фламенко-группы из России и других стран.
Новороссийск
Открытый фестиваль фламенко на Кубани «La pasión flamenca». Проводится ежегодно с 2016 года. 
Ежегодный фестиваль фламенко «AlRojo»

### Школа фламенко
Московский Дом фламенко «Фламенкерия» — первая школа фламенко в России с постоянно действующими испанскими преподавателями; работает с 2016 года.

## В других странах
Лондон, Великобритания
Международный Лондонский фестиваль фламенко; проходит ежегодно с 2004 года.
Альбукерке, Нью-Мексико, США
Международный фестиваль фламенко; проходит ежегодно с середины 1990-х годов.
Украина
Фламенко было представлено фестивалями в Киеве (до 2006 года); Одессе — Фестиваль фламенко и Латиноамериканской культуры в 2011 году; во Львове, начиная с 2010 года. 
Фламенко представлено на фестивалях «Нелли Сюпюр приглашает», которые проходят с 2010 года в Киеве, Севастополе, Совиньоне; на Киевском фестивале «Заяви о себе» в 2016 году.

## Известные артисты фламенко
- Niña de los Peines, Лола Флорес, Fosforito, Niña de La Puebla,
- Кармен Линарес
- Рамон Монтойя-старший (Ramón Montoya), Пако Де Лусия (Paco de Lucía), Висенте Амиго (Vicente Amigo), Маноло Санлукар (Manolo Sanlúcar), Р. Рикени (R. Riqueni), Пако Серрано (Paco Serrano), Рафаэль Кортес (Rafael Cortés) (гитара)
- Антонио Гадес и Марио Майя (Mario Maya) (танец)
- Камарон де ла Исла (Camarón de la Isla) и Энрике Моренте (пение)
- Бланка дель Рей (Blanca Del Rey)
- Антонио Каналес (Antonio Canales)
- Антонио эль Пипа, Хавьер Мартос (танец)
- Мария Мойя (María Moya) (танец)
- Gipsy Kings, Мансанита (гитара, пение)
- Santa Esmeralda (диско, плюс гитара)
- Rocío Márquez
- Лена Эрнандес
- Эва Ла Йербабуэна (Eva La Yerbabuena)
- Сара Барас
- Альба Эредиа (Alba Heredia)
- Кариме Амайя (Karime Amaya)
- Хоакин Кортес
- Диего Эль Сигала
- Эстрелья Моренте
- Марина Эредиа
- Дмитрий Мамонтов
- Беларусь (Антонио серхе-Долотов)

## Галерея

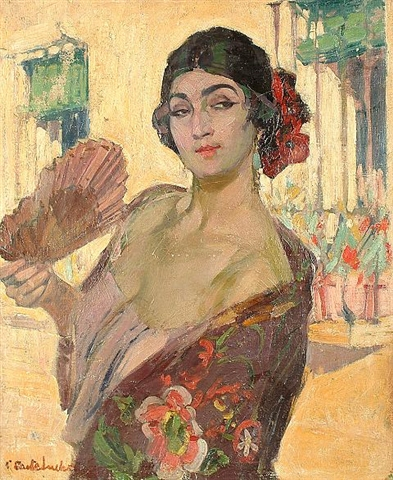
Клаудио Кастелучо, Фламенко
- Образец работы театра фламенко
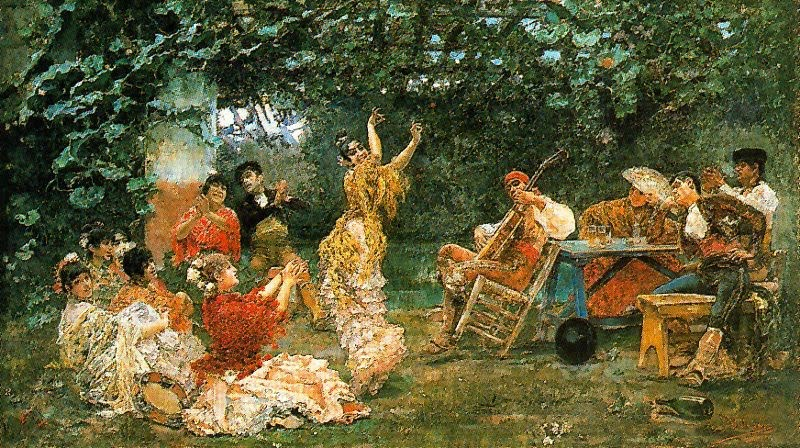
Хосе Вильегас Кордеро, Андалузский танец
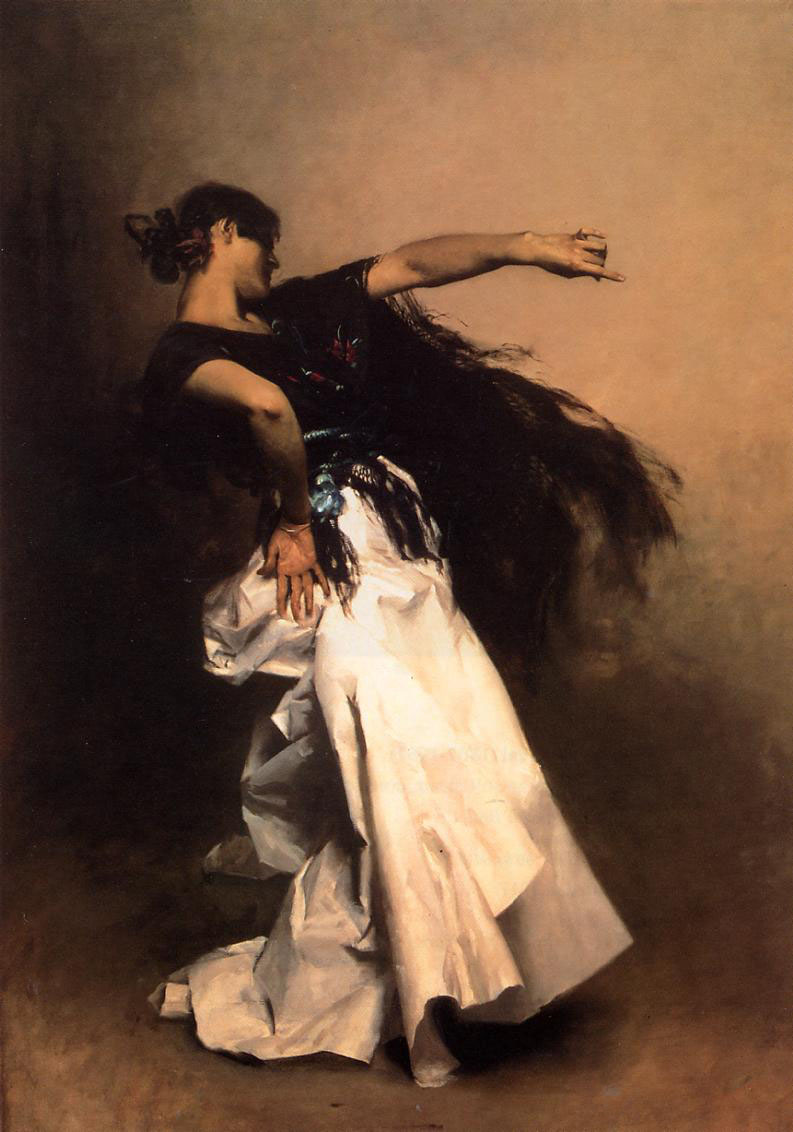
Джон Сингер Сарджент, Испанский танцор

Сцены выступления фламенко в Севилье
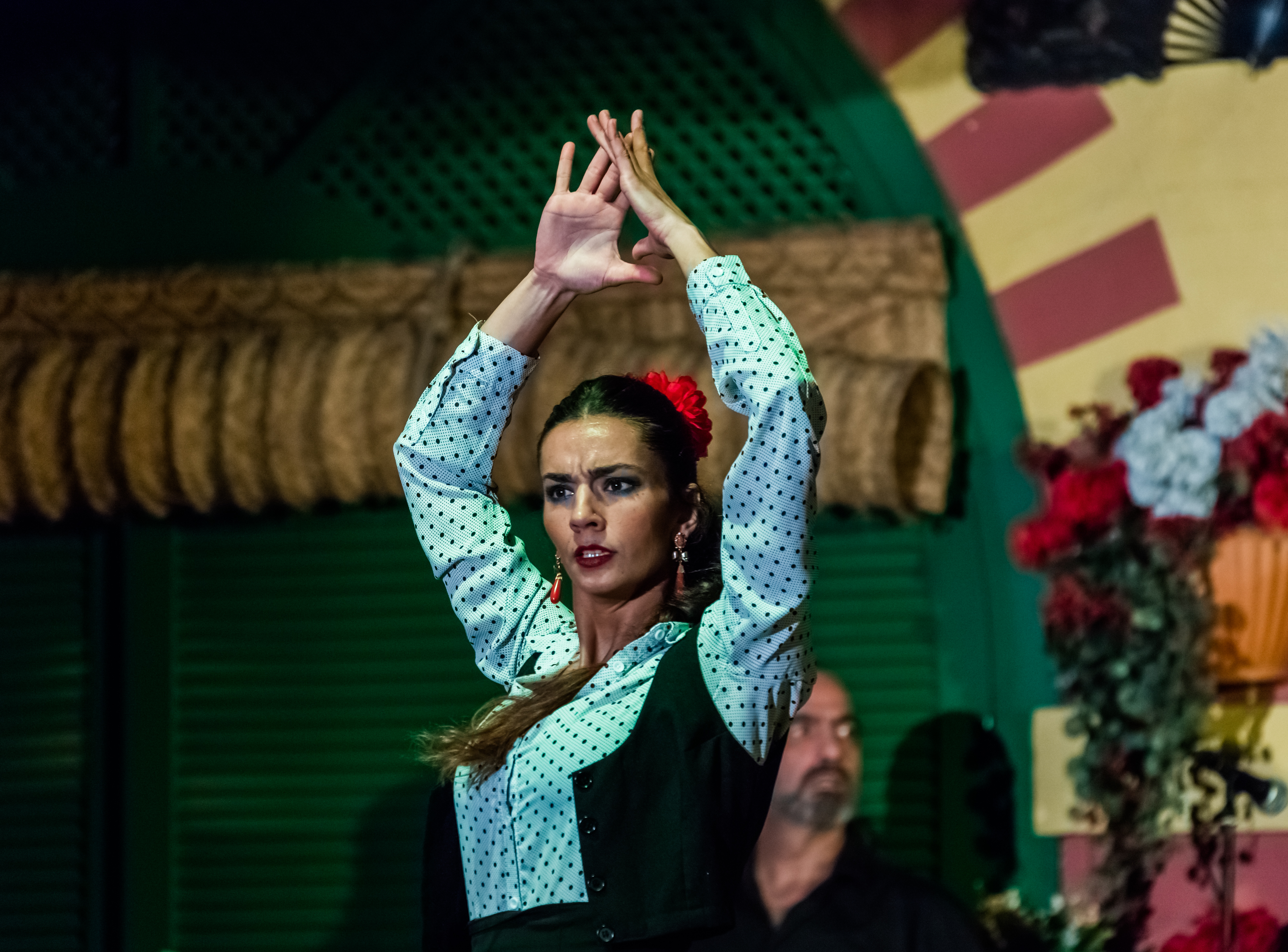
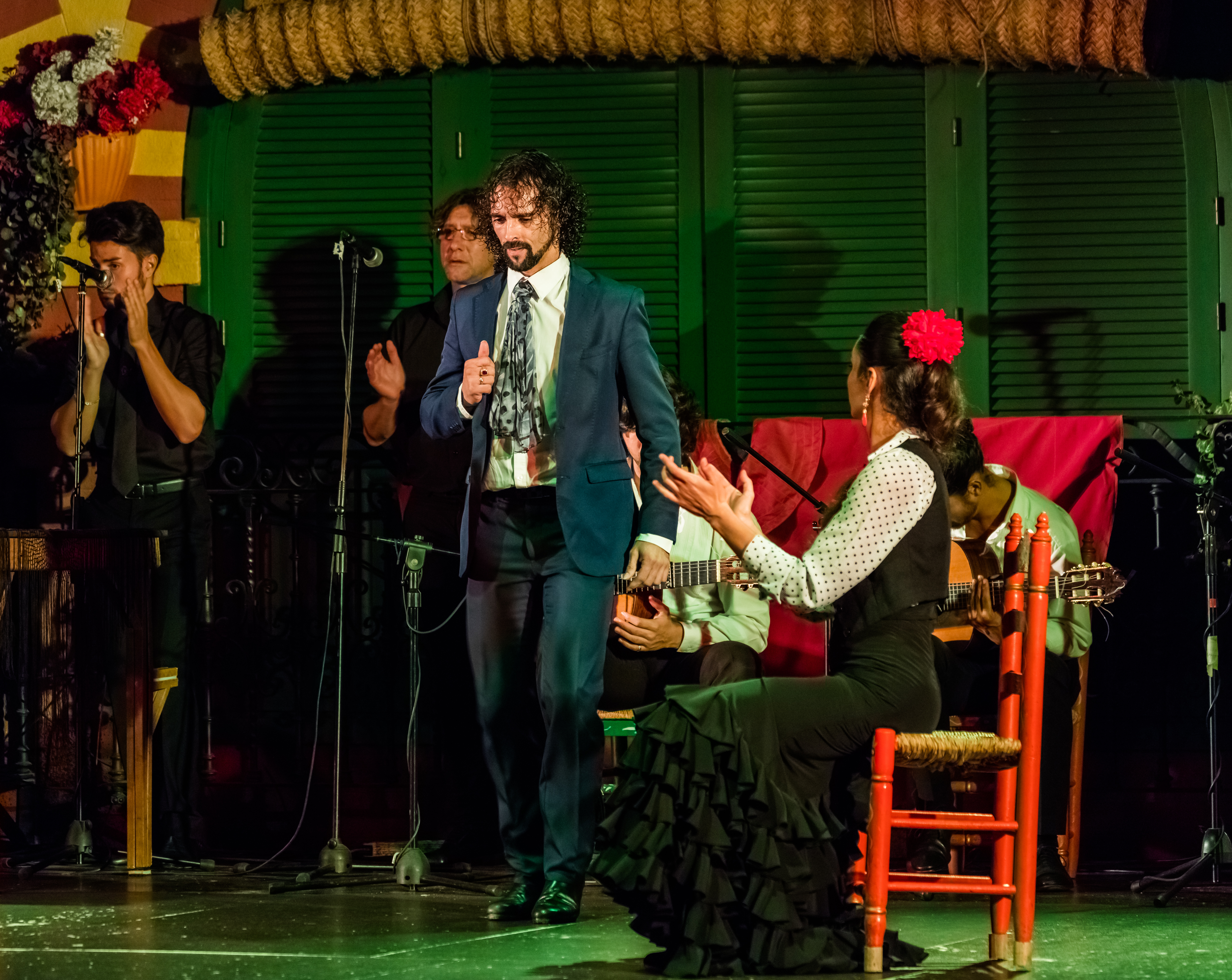
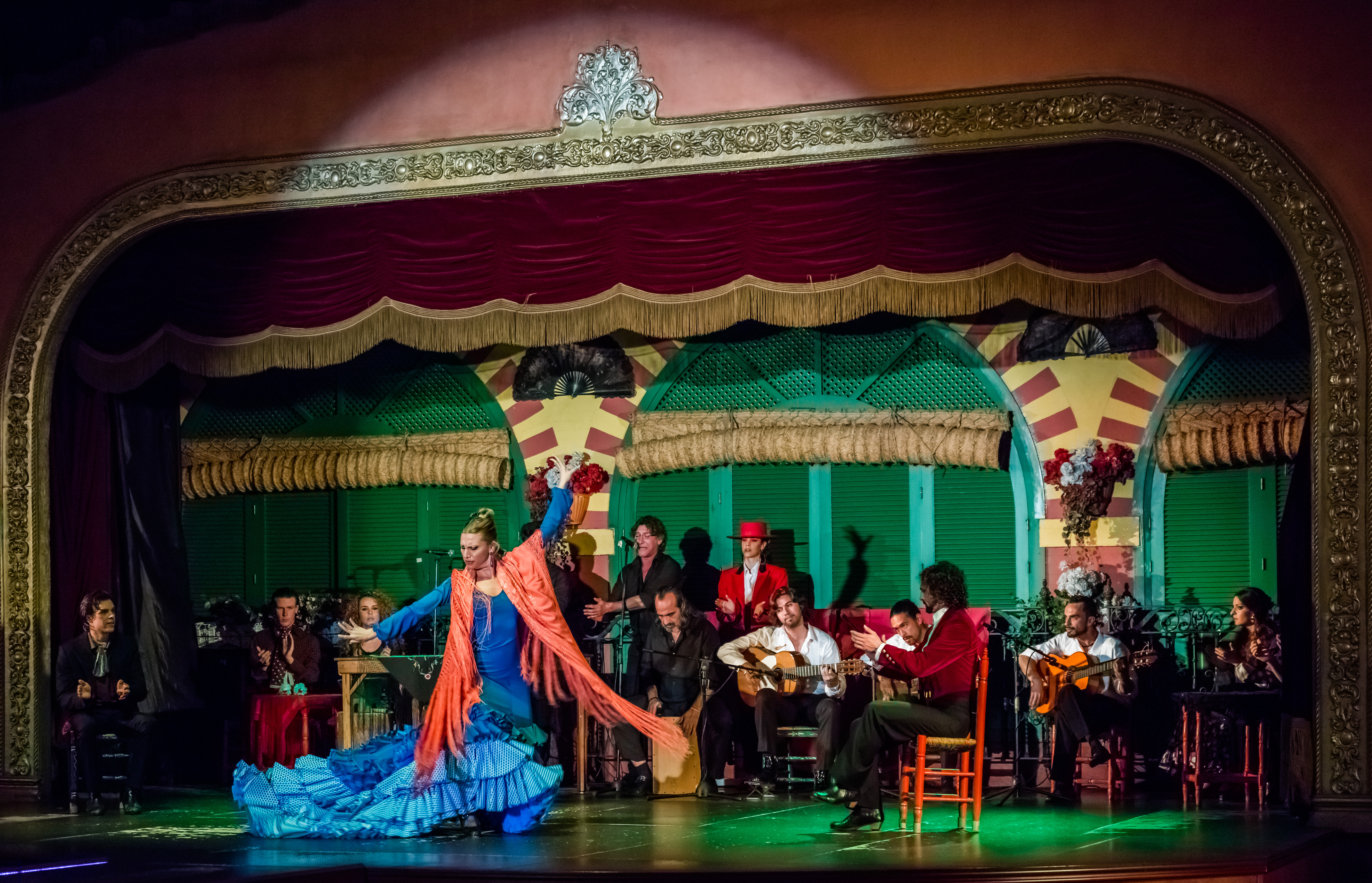
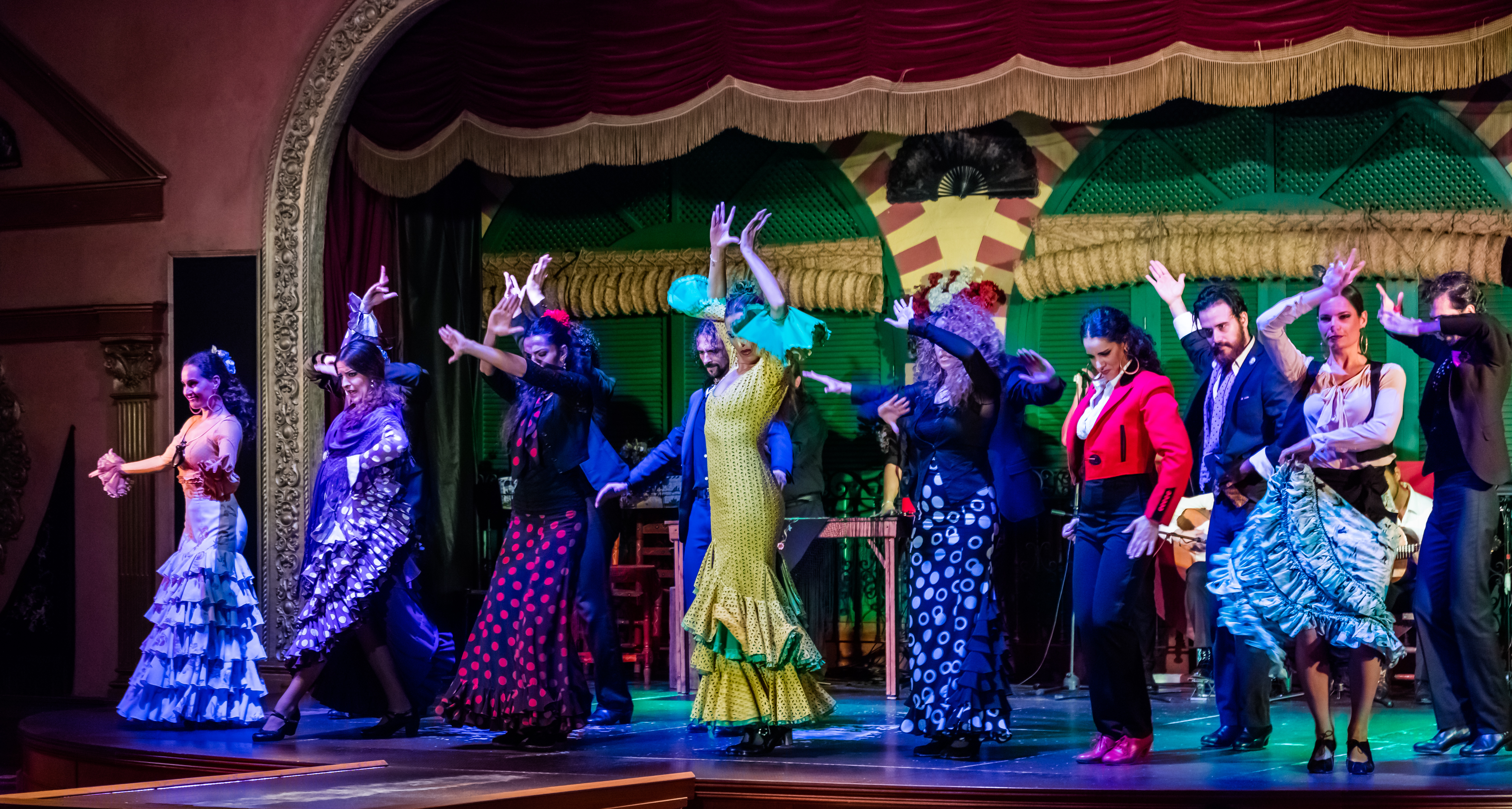